# 바실리스 토로시디스
바실리스 토로시디스(그리스어: Βασίλης Τοροσίδης, 1985년 6월 10일 ~ )는 그리스의 은퇴한 축구 선수이다.
스코다 크산티의 청소년 클럽을 거쳐 2003년 4월 17살의 나이로 공식적으로 데뷔하였다. 2005년 10월에는 이라클리스 테살로니키를 상대로 첫 골을 기록하였다. 2007년 1월에는 그리스의 명문 클럽 올림피아코스로 이적해 주전 중앙 미드필더로 뛰었다.2013년 1월 로마로 이적하였다,
2007년에 국가대표팀에 데뷔해 UEFA 유로 2008과 2010년 FIFA 월드컵에 참가하였다. 2010년 6월 17일 월드컵 본선 무대에서 나이지리아와는 2차전에서는 사니 카이타의 퇴장을 유도하여 분위기를 그리스 측으로 돌린 다음 1 : 1 상황에서 결정적인 결승골을 넣어 그리스 사상 월드컵 첫 승리를 이끌었다.

## 같이 보기
- A매치 100경기 이상 출전한 축구 선수 명단